# Ferdinand Gobert d'Aspremont Lynden (1645-1708)
Pour les articles homonymes, voir Lynden (homonymie).
Ferdinand Gobert d'Aspremont Lynden, arrière-petit-fils de Herman de Lynden, membre de la Maison de Lynden, naquit en 1645, au château de Reckheim, dans le Limbourg (Belgique), et mourut le 1er février 1708. Il suivit la carrière des armes, commanda un régiment de cuirassiers, puis devint successivement général et feld-maréchal au service de l'Autriche. Le comte d’Aspremont épousa, en 1679, la princesse Charlotte de Nassau-Dillenbourg. Devenu veuf, il se remaria, en 1691, à la princesse Julie-Barbe Rákóczi, sœur du prince François II Rákóczi qui, après avoir suscité, en Hongrie, une révolte contre l’empereur Léopold, devint prince de Transylvanie. La lutte du prince contre les Habsbourgs se soldant par une défaite il obtint asile d'abord en France puis en Turquie. La princesse Julie sa sœur, héritière de biens immenses, les porta dans la maison d’Aspremont-Lynden par son mariage avec le feld-maréchal d’Aspremont.

## Carrière militaire
Après le siège mémorable et la délivrance de Vienne, en 1683, par Jean III Sobieski, le comte d’Aspremont prit part aux guerres de Hongrie et s’y distingua sous l’électeur de Bavière que l’empereur Léopold Ier avait mis à la tête de ses armées. En 1690, il défendit héroïquement Belgrade assiégée par le grand visir Fazıl Mustafa Köprülü et, après un assaut terrible où périrent la moitié des défenseurs, il parvint, de concert avec le Duc Charles Eugène de Croÿ, à se jeter de l’autre côté du Danube et à soustraire ainsi le reste de la garnison au massacre qui la menaçait (8 octobre).

### Sources
- Biographie sur Wikisource